# Vanderlinde
VanderLinde is een Nederlandse rockband uit Groningen. De eerste jaren speelde de groep vooral hardrock en rock, later evolueerde de band richting countryrock en pop.

## Begintijd
Sinds mei 2005 doet Vanderlinde al live optredens, eerst speelden ze vooral covers van onder andere AC/DC, Van Halen en Deep Purple. Eind 2005 kwam hun single Eagle uit. Het lied was geschreven voor de overleden vader van frontman Arjan. De volledige opbrengst kwam ten goede aan de KWF Kankerbestrijding. Margriet S., district manager KWF, had echter het geld verduisterd. Arjan kwam zo met zijn band in de tv-programma's Hart van Nederland en 4 in het Land), maar het gaat hem naar eigen zeggen "om Margriet S. achter de tralies te krijgen en om de KWF-kankerbestrijding weer in een positief daglicht te stellen." Om alsnog geld voor de KWF Kankerbestrijding op te halen heeft Arjan samen met de buurman van Margriet S. het festival Heart For Rock georganiseerd. De opbrengst hiervan is gedoneerd aan de KWF Kankerbestrijding.
Op 9 november 2006 kwam het eerste volwaardige album uit, met de naam Fertility. Dit album is opgenomen door Harrie de Winter (New Adventures) in het Duitse Wymeer en telt 12 tracks.
Samenstelling 2024:
- Arjan van der Linde: basgitaar, gitaar en zang
- Wietze Koning: gitaar
- Christof Bauwens: gitaar en zang
- Joost van Soest: drums

## Vanderlinde naar VS
Eind juli 2008 gingen de jongens van VanderLinde naar de Verenigde Staten om daar hun nieuwe album, Vanderlism, op te nemen in de BamBooRoomStudio van Erwin Musper, die onder andere heeft samengewerkt met Van Halen, David Bowie en Snoop Dogg. Vier Amerikaanse zangers verzorgden de achtergrondzang. Vanderlism kwam uit op 9 november 2008. 
Bovendien deed de band een aantal live optredens in de VS. Een van deze optredens is opgenomen en als live dvd op Vanderlism te bekijken en beluisteren.
Ook het meer op de countryrock en pop geïnspireerde Wind And Rain uit 2011 werd in deze studio opgenomen. 

## Discografie

### Albums
| Studio-albums       | Studio-albums |
| ------------------- | ------------- |
| Fertility           | 2006          |
| Vanderlism          | 2008          |
| Wind And Rain       | 2011          |
| Perfect Sadness     | 2013          |
| Southbound Train    | 2014          |
| Devil Trail's       | 2016          |
| Live Trails         | 2017          |
| Entering the Circus | 2019          |
| Muy Rico            | 2021          |
| The Way I Am Wired  | 2025          |

### Singles
| Single met eventuele hitnotering(en) in de Nederlandse Top 40 | Datum van verschijnen | Datum van binnenkomst | Hoogste positie | Aantal weken | Opmerkingen |
| ------------------------------------------------------------- | --------------------- | --------------------- | --------------- | ------------ | ----------- |
| Eagle                                                         | december 2005         |                       |                 |              |             |
| Almost caught again                                           | mei 2007              |                       |                 |              | Promo       |
| In Your World                                                 | oktober 2015          |                       |                 |              |             |
| Song For Everyone                                             | oktober 2015          |                       |                 |              |             |